# Сен-Поль (станция метро)
Сен-Поль (фр. Saint-Paul) — станция линии 1 Парижского метрополитена, расположенная в IV округе Парижа. Названа по рю Сен-Поль и расположенной рядом католической церкви Сен-Поль-Сен-Луи. Рядом со станцией также располагаются известные в Париже еврейский квартал и квартал Маре. На станции установлены автоматические платформенные ворота.

## История
- Станция открылась 6 августа 1900 года, через две с половиной недели после запуска самой первой очереди Парижского метрополитена.
- В 2009 году станция подверглась реновации.[2].
- Пассажиропоток по станции по входу в 2011 году, по данным RATP, составил 6 265 848 человек[3]. В 2013 году этот показатель вырос до 6 515 486 пассажиров (48 место по входному пассажиропотоку в Парижском метро)[4].